# Bryan Batt
Bryan Batt (ur. 1 marca 1963 w Nowym Orleanie w stanie Luizjana) – amerykański aktor.

## Biogram
Urodzony jako syn Gayle Batt, aktorki nieprofesjonalnej i tancerki. Jest absolwentem prywatnej nowoorleańskiej szkoły Isidore Newman School.
Wśród filmów z jego udziałem znajdują się niezależna komedia Kiss Me, Guido (1997) oraz komediodramaty Jeffrey (1995) i Funny People (2009). Batt szczególnie znany jest jednak ze swoich kreacji broadwayowskich i off-broadwayowskich. Na Broadwayu wystąpił między innymi w głównej roli jako Albin w popularnym musicalu La Cage aux Folles. Działalność teatralna przyniosła mu nominację do nagrody Drama Desk. Grywa także w projektach telewizyjnych, jak serial produkcji AMC Mad Men (za rolę w tym serialu dwukrotnie zdobył Screen Actors Guild Award).
Jest osobą homoseksualną oraz wieloletnim partnerem Toma Cianfichi.